# IC 1386
IC 1386 је елиптична галаксија у сазвјежђу Јарац која се налази на листи објеката дубоког неба у Индекс каталогу.
Деклинација објекта је - 21° 11' 44" а ректасцензија 21h 29m 37,4s. Привидна величина (магнитуда) објекта IC 1386 износи 13,1 а фотографска магнитуда 14,1. IC 1386 је још познат и под ознакама ESO 599-16, MCG -4-50-30, PGC 66852.